# Фейра-Нова-ду-Мараньян

Фейра-Нова-ду-Мараньян на карте штата.

Фейра-Нова-ду-Мараньян (порт. Feira Nova do Maranhão) — муниципалитет в Бразилии, входит в штат Мараньян. Составная часть мезорегиона Юг штата Мараньян. Входит в экономико-статистический микрорегион Жерайс-ди-Балсас. Население составляет 8126 человек на 2010 год. Занимает площадь 1473,414 км². Плотность населения — 5,52 чел./км².

## Демография
Согласно сведениям, собранным в ходе переписи 2010 г. Национальным институтом географии и статистики (IBGE), население муниципалитета составляет:
| Полное население                               | Полное население                               | Полное население                               | Полное население                               | 8126  |
| ---------------------------------------------- | ---------------------------------------------- | ---------------------------------------------- | ---------------------------------------------- | ----- |
| в том числе:                                   | Городское население                            | 1927                                           | Процент городского населения, %                | 23,71 |
|                                                | Сельское население                             | 6199                                           | Процент сельского населения, %                 | 76,29 |
|                                                | Мужское население                              | 4266                                           | Процент мужского населения, %                  | 52,50 |
|                                                | Женское население                              | 3860                                           | Процент женского населения, %                  | 47,50 |
| Плотность населения, чел/км²                   | Плотность населения, чел/км²                   | Плотность населения, чел/км²                   | Плотность населения, чел/км²                   | 5,52  |
| Население муниципалитета в % к населению штата | Население муниципалитета в % к населению штата | Население муниципалитета в % к населению штата | Население муниципалитета в % к населению штата | 0,12  |

По данным оценки 2016 года, население муниципалитета составляет 8321 житель.

## История
Город основан 10 ноября 1994 года. 

## Статистика
- Валовой внутренний продукт на 2003 год составляет 14 679 769,00 реалов (данные: Бразильский институт географии и статистики).
- Валовой внутренний продукт на душу населения на 2003 год составляет 1951,58 реал (данные: Бразильский институт географии и статистики).
- Индекс развития человеческого потенциала на 2000 год составляет 0,569 (данные: Программа развития ООН).